# Macrolycus pubescens
Macrolycus pubescens là một loài bọ cánh cứng trong họ Lycidae. Loài này được Barovskij miêu tả khoa học năm 1929.